# لين ك. غاردنر
لين ك. غاردنر (بالإنجليزية: Lynn C. Gardner)‏ هو سياسي أمريكي، ولد في 30 مايو 1877 في بلدة أيوسكو في الولايات المتحدة، وتوفي في 24 نوفمبر 1948 في ستوكبريدج في الولايات المتحدة. حزبياً، نشط في الحزب الجمهوري. وقد انتخب عضو مجلس نواب ميشيغان ‏.